# Acalypha lotsii
Acalypha lotsii é uma espécie de flor do gênero Acalypha, pertencente à família Euphorbiaceae.